# Râul Valea Boului, Șușița
Râul Valea Boului este un curs de apă, afluent al râului Straja. 